# جورجيو موريلي
جورجيو موريلي (بالإيطالية: Giorgio Morelli)‏ هو لاعب اتحاد الرغبي إيطالي، ولد في 18 أبريل 1954 في لاكويلا في إيطاليا.

## وصلات خارجية
- جورجيو موريلي عل موقع إسبنسكروم (الإنجليزية)